# Disophrys molukkensis
Disophrys molukkensis är en stekelart som beskrevs av Szepligeti 1902. Disophrys molukkensis ingår i släktet Disophrys och familjen bracksteklar. Inga underarter finns listade i Catalogue of Life.